# Brita Molin
Brita Molin, född Hellstrand 12 juni 1919 i Skara stadsförsamling, död 26 september 2008 i Maria Magdalena församling, Stockholm, var en svensk målare, tecknare och grafiker.
Brita Molin var dotter till arkitekten John Hellstrand och Signe Härnborg. Molin var från 1943 gift med Carl Molin, odontologie doktor, professor och konstskribent. 
Molin studerade konst vid Grünewalds och Skölds målarskolor 1946–1948 samt för Lennart Rodhe och Pierre Olofsson vid Académie Libre 1949–1952 samt som specialelev vid Högre konstindustriella skolan 1954–1956 där hon studerade mosaik och litografi. Därefter följde flera studieresor till Frankrike. Hon fortsatte sina studier vid Kungliga Konsthögskolan i Stockholm 1963–1964 samt för Stanley William Hayter på Atelier 17 i Paris 1964–1965.
Separat ställde hon ut på Lilla Paviljongen 1953, Falköping 1954, Skellefteå, samt på Grafiska sällskapets galleri 1965, 1973 och 1995, Alonzo Gallery i New York 1969 och 1974, Konstnärshuset 1987, Vikingsbergs konstmuseum 1991 och Skaraborgs länsmuseum 1994. Tillsammans med Lambert Werner ställde hon ut på Färg och form 1960. Hon medverkade i Nationalmuseums utställning Unga tecknare 1950–1954 samt i flera samlingsutställningar i Borås och Göteborgs konsthallar och Stockholmssalongerna på Liljevalchs konsthall. Hon var representerad i Sveriges allmänna konstförenings utställning Svart på vitt som visades på Konstakademin 1955. Hon har dessutom medverkat vid utställningar i New York, Seattle, Paris, Fredrikstad och Tokyo. Hon var under slutet av 1980-talet huvudlärare i grafik på Konsthögskolan Valand.
Brita Molin är främst känd som grafiker med färgetsning som huvuduttryck. I hennes personligt expressionistiska bildspråk har också musiken en viktig roll. Hon jämförde sitt bildskapande med musik. Hennes tidiga konst var en form av realistiskt återgivna motiv men hon övergick tidigt till arbeta med abstrakta kompositioner mot en all större spontanitet, med en mycket personlig kolorit. Spontanistisk konst är ofta helt nonfigurativ och så kan man ibland uppfatta Molins konstverk. Förutom grafik arbetade hon i olja, pastell, mosaik och stucco lustro.     
| ”                                     | Britas bildvärld var både berättande nonfigurativ och ett gestaltande av naturen. Inspirationen kom från naturen och musiken. Det är i en kombination av flera sinnen som man läser Britas bilder. Färger och former spelar tillsammans med lustfyllda klanger och kraftfulla fanfarer. | „ |
| – Jordi Arkö och Svenrobert Lundquist | |   |

## Representation
- Albertina, Wien
- Alvar Aaltomuseet, Jyväskylä
- Ateneum, Helsingfors[6]
- Bibliotèque nationale de France, Paris[7]
- Brooklyn Museum, New York
- Cleveland Museum of Art, Cleveland
- Grafikens Hus, Mariefred
- Konstmuseerna i bl.a. Berlin, Dresden, Kalmar[8], Göteborg, Halmstad, Helsingborg, Malmö, Sandviken, Skövde, Umeå
- Metropolitan Museum of Modern Art, New York[9]
- Moderna Museet, Stockholm[10]
- Museum of Modern Art, Denver
- Museum of Modern Art, La Jolla
- Museum of Modern Art, Maryland
- Museum of Modern Art, New York
- Museum of Modern Art, San Fransisco
- Nationalmuseum, Stockholm[11]
- The Achenbach Foundation, San Fransisco
- The Public Library, New York
- The Library of Congress, Washington
- Smithsonian Institution, Washington
- Statens Museum for Kunst, Kobberstikkabinettet, Köpenhamn
- Sörmlands museum
- Örebro läns landsting[12],

## Uppdrag
- Ordförande i Grafiska Sällskapet 1974–1977.
- Ledamot i styrelsen för Nämnden för svensk konst i utlandet 1971–1974.
- Ledamot i styrelse för Riksutställningar 1976–1979.
- Ledamot i styrelsen för Statens Konstmuseer 1982–1988.
- Huvudlärare i grafik vid Valands Konsthögskola 1986–1987.
- Gästlärare i grafik vid Konsthögskolan i Stockholm 1990.

## Offentliga verk i urval
- Ymnighetshornet, valvet mellan Storholmsbackarna 66 och 68 i Skärholmen i Stockholm.

## Priser och stipendier
- Tunnelbanetävlingen i Stockholm, 1961.
- HSB väggmosaik i Oxelösund, 1982.
- Le Grand Prix de la Exposition Graphique, Uzès, Frankrike, 1982.
- Kamratstipendiet 1985.
- Grafiska Sällskapets stipendium 1985.

### Fotnoter
1. 1 2 3 4 5  Svenskt konstnärslexikon del IV sid 139, Allhems Förlag, Malmö.
2. ↑  Sveriges Dödbok 1901–2009, DVD-ROM, Version 5.00, Sveriges Släktforskarförbund (2010).
3. 1 2 3  CV på www.angelfire.com läst 2020-09-22
4. ↑  Libris
5. ↑   Jordi Arkö och Svenrobert Lundqvist: Brita Molin till minne I Helsingborgs Dagblad 31 januari 2009
6. ↑  Ateneum
7. ↑  Bibliothèque nationale de France
8. ↑  ”Kalmar konstmuseum”. Arkiverad från originalet den 4 december 2017. https://web.archive.org/web/20171204061313/http://konstdatabas.designarkivet.se/index.php/Detail/Object/Show/object_id/2041. Läst 3 december 2017.
9. ↑  Metropolitan Museum of Art
10. ↑  Moderna museet
11. ↑  Nationalmuseum
12. ↑  Konstsegment : en del av Örebro läns landstings konstinnehav, 1991, LIBRIS-ID:1282740, sid 172